# Museet for Fotokunst
Dánské muzeum fotografického umění (dánsky: Museet for Fotokunst) se nachází v Odense v Dánsku. Je to jediné národní dánské muzeum umění věnované speciálně fotografickému umění. Bylo založeno v roce 1985 jako součást Brandtsova mezinárodního centra pro umění a kulturu.
Muzeum je nezávislou institucí, ale jako státem schválené muzeum umění dostává částečné financování od Dánské památkové agentury spadající pod dánské ministerstvo kultury. Má zvláštní závazek vůči dánské a mezinárodní fotografii od druhé světové války až po současnost.

## Historie
Muzeum se nachází v bývalé textilní továrně Brandts Klædefabrik, která vyráběla látky na uniformy a další použití, dokud nebyla v roce 1977 uzavřena. Několik let byly budovy prázdné, dokud soukromá iniciativa nepřesvědčila magistrát města Odense, že jsou vhodné pro zřízení mezinárodního uměleckého centra. Brzy bylo rozhodnuto, že centrum by mělo zahrnovat místo pro fotografické umění.
Muzeum bylo založeno jako Museet for Fotokunst dne 13. září 1985. Svůj vlastní výstavní prostor otevřelo v roce 1987, v následujícím roce — společně se svými přidruženými institucemi Kunsthallen a Danmarks Grafiske Museum — získalo titul Evropské muzeum roku. V roce 1992 bylo muzeum schváleno státem a v roce 2000 bylo představeno Odense Foto Triennial s muzeem jako hybnou silou. To se později vyvinulo do Fuenenského festivalu fotografie. V roce 2006 získalo muzeum ocenění Dánské muzeum roku.

## Sbírky a výstavy
Permanente Collection má 150 metrů čtverečních a nachází se ve druhém patře. Sbírky muzea tvoří přibližně 9 000 dánských a mezinárodních děl, převážně z období po druhé světové válce.
Celkem 400 metrů čtverečních věnovaných speciálním výstavám je v prvním patře. Kromě různých edic stálé sbírky muzeum nabízí v průměru pět nebo šest speciálních výstav.

## Časopis
Od roku 1988 muzeum vydává časopis Katalog - Journal of Photography and Video. Poskytuje informace o výstavách a muzeu a vychází třikrát ročně s předplatiteli ve více než 20 zemích. Texty jsou převážně v angličtině.

## Galerie

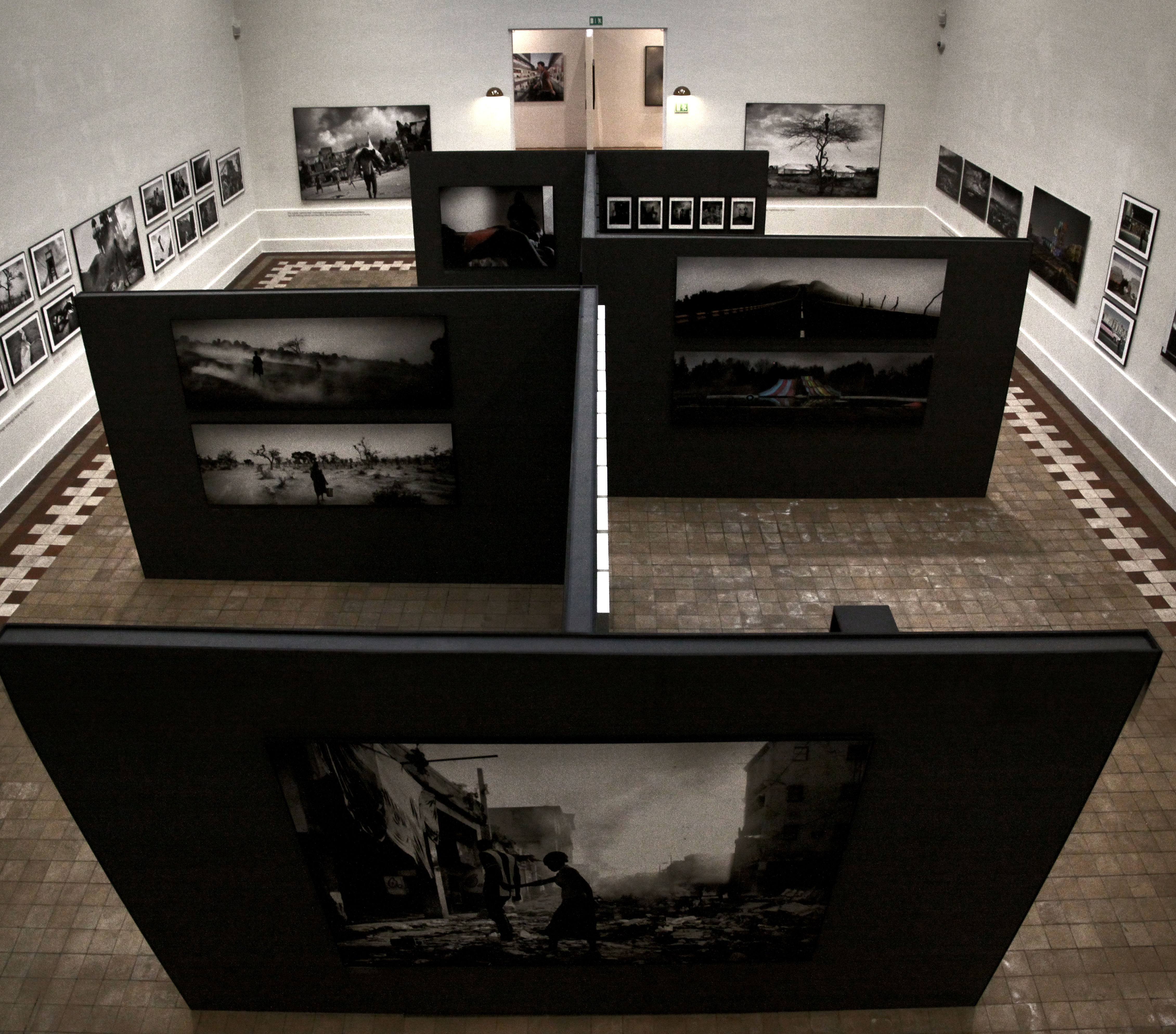
Výstava Jana Grarupa, 2016
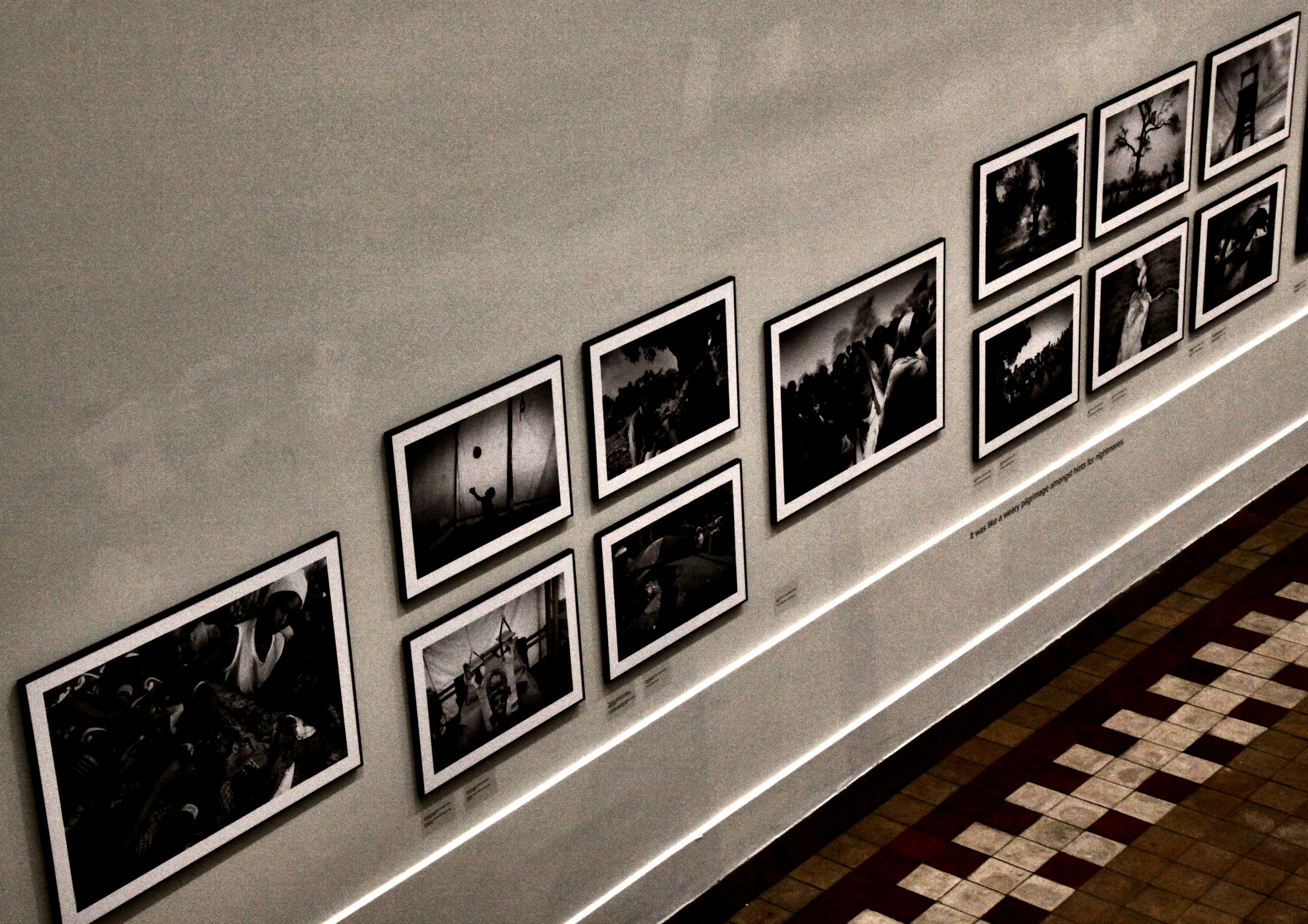
Výstava Jana Grarupa, 2016
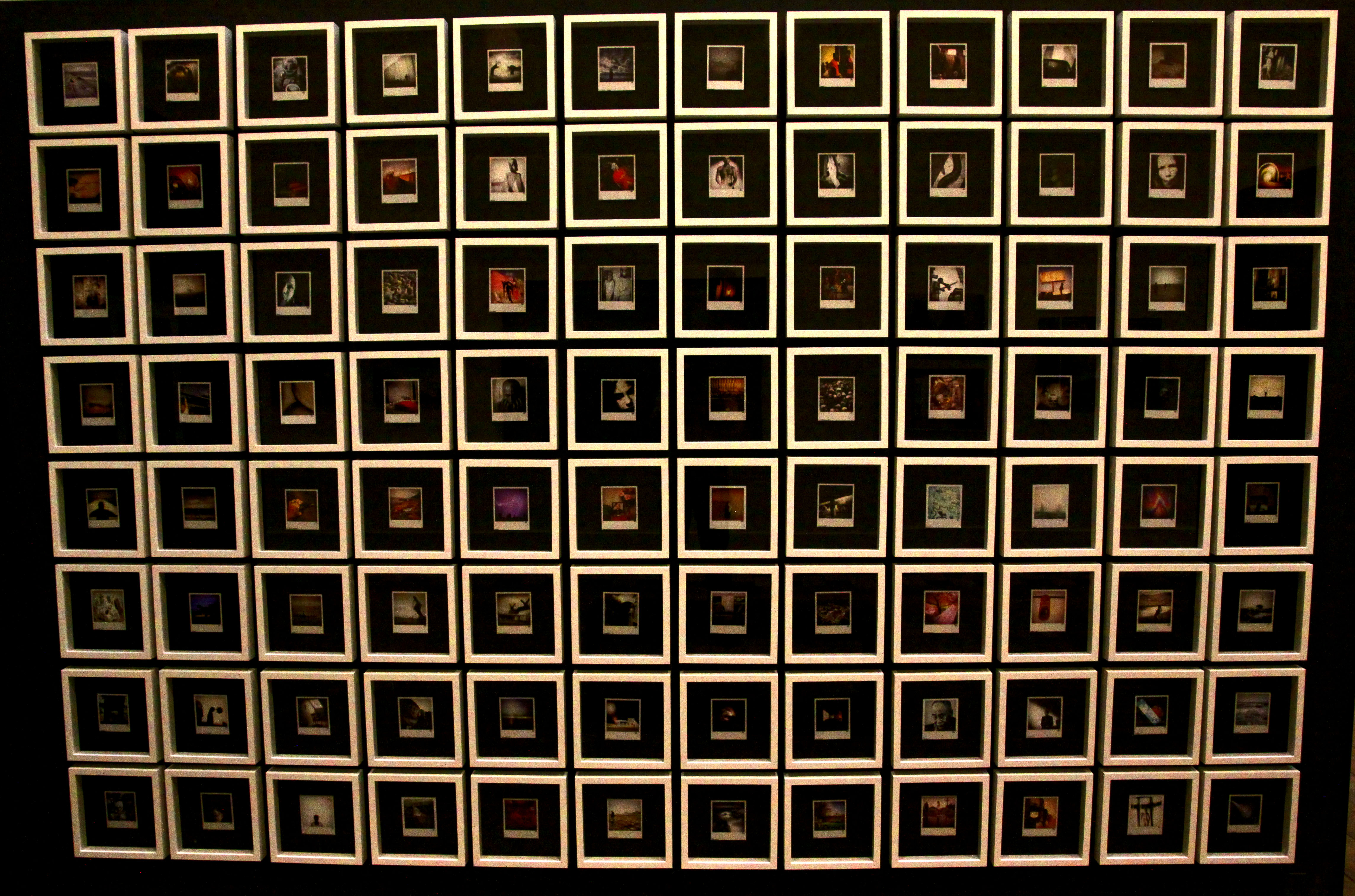
Výstava Jana Grarupa, 2016
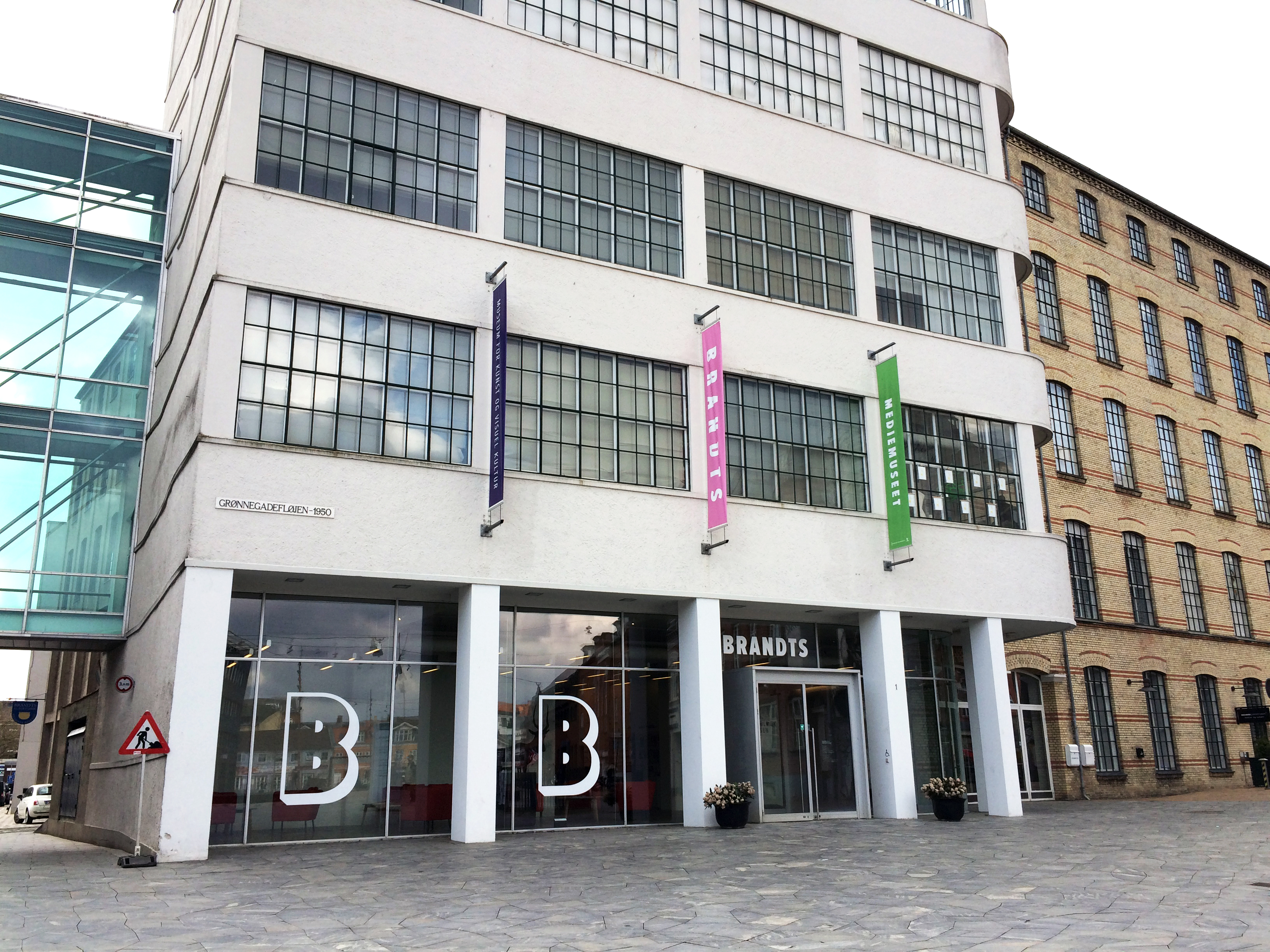
Vchod do galerie Brandts
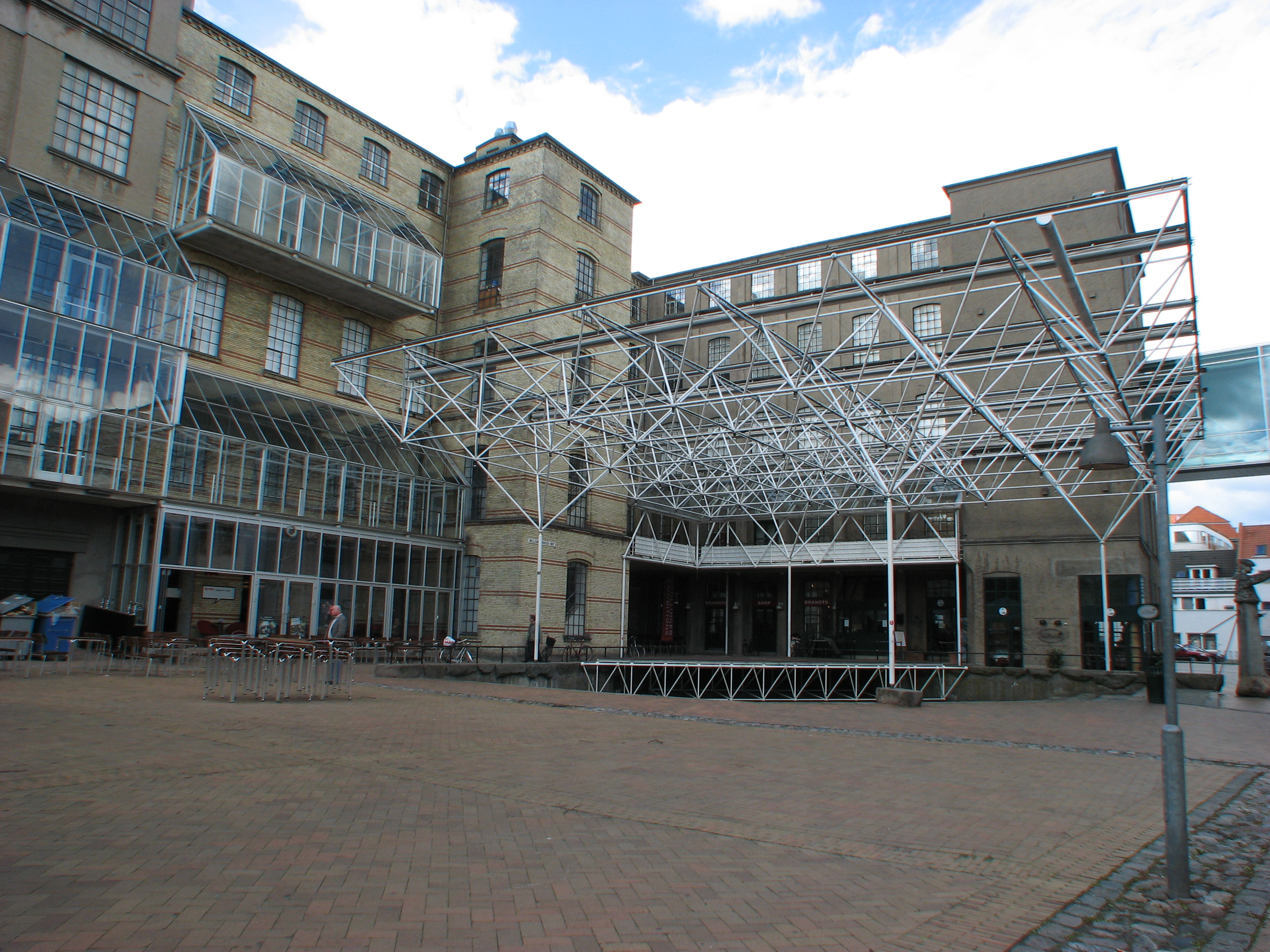
Pohled na galerijní budovu Brandts